# Les Vacances de Poly
Les Vacances de Poly est un feuilleton télévisé français en 13 épisodes de 13 minutes, en noir et blanc, créé par Cécile Aubry et réalisé par Claude Boissol, et diffusé à partir du 5 décembre 1963 sur RTF Télévision.

## Distribution
- René Thomas : Tony

## Épisodes
1. Poly part en voyage
2. Christophe
3. Le garage Moka
4. Le château
5. Le chiffonnier
6. L'arche de Noë
7. Le ranch
8. La ferme du Tertre Vert
9. L'auberge de l'Aigle Noir
10. La péniche
11. Les cambrioleurs
12. Le routier
13. La fin du voyage